# Hemihoplis propitius
Hemihoplis propitius là một loài tò vò trong họ Ichneumonidae.